# L'Ombre (film, 1956)
Pour les articles homonymes, voir L'Ombre.
Pour plus de détails, voir Fiche technique et Distribution.
L'Ombre (titre original : Cień) est un film polonais réalisé par Jerzy Kawalerowicz, et sorti en 1956 au cinéma.

## Fiche technique
- Titre : L'Ombre
- Titre original : Dom bez okien
- Réalisation : Jerzy Kawalerowicz
- Scénario : Aleksander Ścibor-Rylski
- Société de Production :
- Musique : Andrzej Markowski
- Photographie : Jerzy Lipman
- Montage : Wiesława Otocka
- Costumes : Jerzy Szeski
- Pays de production :  Pologne
- Format :
- Genre :
- Durée : 98 minutes (1 h 38)
- Dates de sortie : 
  - Pologne : 1er mai 1956
  - France : 1956

## Distribution
- Zygmunt Kęstowicz
- Adolf Chronicki
- Emil Karewicz
- Ignacy Machowski
- Tadeusz Jurasz
- Bolesław Płotnicki
- Bohdan Ejmont
- Marian Łącz
- Zdzisław Szymański
- Halina Przybylska
- Antoni Jurasz
- Wiesław Gołas
- Barbara Połomska
- Stanisław Mikulski
- Roman Kłosowski
- Witold Pyrkosz
- Stanisław Jasiukiewicz

## Distinctions
Le film a été présenté en sélection officielle en compétition au Festival de Cannes 1956.
Il a aussi été nommé au British Academy Film Award du meilleur film en 1957

## Accueil
François Truffaut a écrit à propos du film : « Le film polonais L’Ombre, admirablement mis en scène par Jerzy Kawalerowicz, constitue une des bonnes surprises du festival. Sous le prétexte de raconter trois histoires très intelligemment construites, illustrant la résistance polonaise, le réalisateur de L’Ombre a tourné un film qui fait beaucoup penser au cinéma américain. »